# DBU København
DBU København (stiftet 29. april 1903, indtil 1. februar 2011 Københavns Boldspil-Union) er en lokalunion for fodboldklubber i København, der er ansvarlige for administration og udvikling af fodbold for både mænd og kvinder på alle niveauer i deres område. DBU København er medlem af DBU Bredde under Dansk Boldspil-Union (DBU) og Danmarks Idræts-Forbund (DIF). Administrationen har til huse ved Svanemølleanlægget på Østerbro efter tidligere at have holdt til i Parken. Klubber beliggende i Københavns, Frederiksberg, Gentofte, Tårnby og Dragør kommuner kan optages som medlem af DBU København. Af historiske årsager er enkelte ældre klubber fra andre kommuner (Boldklubben Rødovre og Hvidovre IF) også medlemmer. Pr. 2024 består lokalunionen af 165 klubber med 56.129 medlemmer, heriblandt Kjøbenhavns Boldklub (KB), der både er landets ældste fodboldklub og den næststørste målt på antal medlemmer.. 
DBU København er interesseorganisation for mange af de største fodboldklubber i Danmark målt på antal medlemmer - bl.a. BK Skjold, Nørrebro United, FB, FA 2000, HIK Fodbold og B.93.  